# The Boy with the X-Ray Eyes
The Boy with the X-Ray Eyes è il primo album del gruppo musicale inglese Babylon Zoo.

## Tracce
Tutti i brani sono scritti da Jas Mann.
1. Animal Army – 5:55
2. Spaceman – 5:41
3. Zodiac Sign – 4:58
4. Paris Green – 4:43
5. Confused Art – 4:32
6. Caffeine – 6:34
7. The Boy with the X-Ray Eyes – 4:27
8. Don't Feed the Animals – 1:38
9. Fire Guided Light – 6:43
10. Is Your Soul for Sale? – 5:52
11. I'm Cracking Up I Need a Pill – 3:46